# بروویتسا
بروویتسا (به صربی: Berovica) یک منطقهٔ مسکونی در صربستان است که در پیروت واقع شده‌است. بروویتسا ۳۰ نفر جمعیت دارد.